# 東京ディズニーリゾートのレストラン形態の一覧
東京ディズニーリゾートのレストラン形態の一覧（とうきようディズニーリゾートのレストランけいたいのいちらん）は、東京ディズニーリゾート（東京ディズニーランド、東京ディズニーシー）内に設置されたレストランのサービス形態の一覧である。
下記のように分類される。

## カウンターサービス
会計で注文・支払いを済ませ、カウンターで注文の料理・飲み物を受け取り、各自でテーブルに運ぶ、一般的なファーストフード店などでみられるのと同様の形態。ただしTDRでは、食事の後に容器等を片付ける際はゲスト自身が捨てるのではなく、近くのフード・サービスキャスト（テーブル清掃担当）に渡すのが一般的である。　これには、ゴミの分別を徹底するという意味もある。
注文数が多い場合や、混雑していて空きテーブルが少ない場合などキャストがテーブルまで運んでくれることもある。

## キャラクターダイニング
バフェテリアサービス形態のレストランのうち、ディズニーキャラクターが各テーブルを巡ってグリーティングを行うもの。自分のテーブルへやって来たキャラクターと一緒に写真を撮ったりできる。正式名称は「ディズニーキャラクターダイニング」。
朝食の場合は、ディズニーキャラクターブレックファストと呼ばれる。
なお、ディズニーアンバサダーホテルのシェフ・ミッキーは、ビュッフェスタイルのキャラクターダイニングとなっている。

## ショーレストラン
レストラン内のステージなどでショーが開催され、ショーを見ながら食事をする形態。レストランによっては、ゲスト参加のパートがあるものもある。
基本的には予約が必要であるが、東京ディズニーシーのケープコッド・クックオフは予約不要（カウンターサービスに該当）である。
レストランによっては、イベント期間中にレストラン内の特設ステージにてショーを開催することがある。この場合、ショーレストランには分類されていないことも多い。

## テーブルサービス
テーブルに案内された後に注文・給仕などのサービスを受ける、一般的なレストランでみられるのと同様の形態。
会計は、各テーブルで行うレストランと、会計カウンターで行うレストランとがある。

## バフェテリアサービス
各自がトレーを持ち、カウンターに並んだ料理から各自の好みの料理、飲み物を自由に選択し、テーブルに着く前に会計を行う形態。
バフェテリア(Buffeteria)とは、ディズニーの造語（「ビュッフェ」＋「カフェテリア」）であり、一般的にはカフェテリア(Cafeteria)形式と呼ばれる。
ちなみに、この形式のレストランでは、「サラダ→デザート→スープ→メイン料理→ドリンク」というちょっと風変わりな順序で食事が並んでいる。これは、サラダやデザートなど、食事にとって補助的な存在であるものを最初に配置することで、少しでも多くの客にこれらの商品をとってもらえることができ、客単価が上がるからと言われている。この並べ方は、一部のカフェテリア方式のレストランなどでも見ることができる。

## ブッフェスタイル
均一料金で、カウンターに並んだ料理から各自の好みの料理を好みの分量選択する形態。ビュッフェ、バイキング（和製英語）とも呼ばれる。
飲み物の取り扱いは各レストランによって異なり、ソフトドリンクのみフリードリンクとなっているレストランもある。
会計は前会計となっている。
注：東京ディズニーシーのセイリングデイ・ブッフェが長らく後会計であったが、2008年より前会計となった。

## ワゴン・サービス
屋台のような移動可能な施設での販売。ポップコーンやソフトドリンク（ペットボトル）、軽食の販売に多い。実際に動いて販売しているものもあるが、車輪が固定されていて、通常は動かせないものも含む。
テーブルや椅子などは用意されていない為、周囲のベンチを利用する。
支払いにはクレジットカードが使えず、現金のみであることが多い。